# Dub ve Starém Sedle
 Dub ve Starém Sedle je památný strom – rozložitý dub letní (Quercus robur) u kterého se kmen ve třech metrech výšky rozdvojuje. Strom se širokou a hustou korunou se nachází v obci po levé straně silnice ze Starého Sedla do Sokolova v Karlovarském kraji.
Solitérní strom má měřený obvod 492 cm, výšku 21,5 m (měření 2003). Rychle sílící kmen zvětšil svůj obvod o 42 cm za 11 let.
Za památný byl vyhlášen v roce 2000 pro svůj vzrůst a jako krajinná dominanta.

## Stromy v okolí
- Jilm pod Starou Ovčárnou (zaniklý)
- Dub ve Vintířově
- Topol v zatáčce
- Buk nad Hruškovou
- Lípa u pomníčku v Hruškové
- Břečťany v Lokti
- Lípa u Kopeckých (zaniklá)

## Fotogalerie

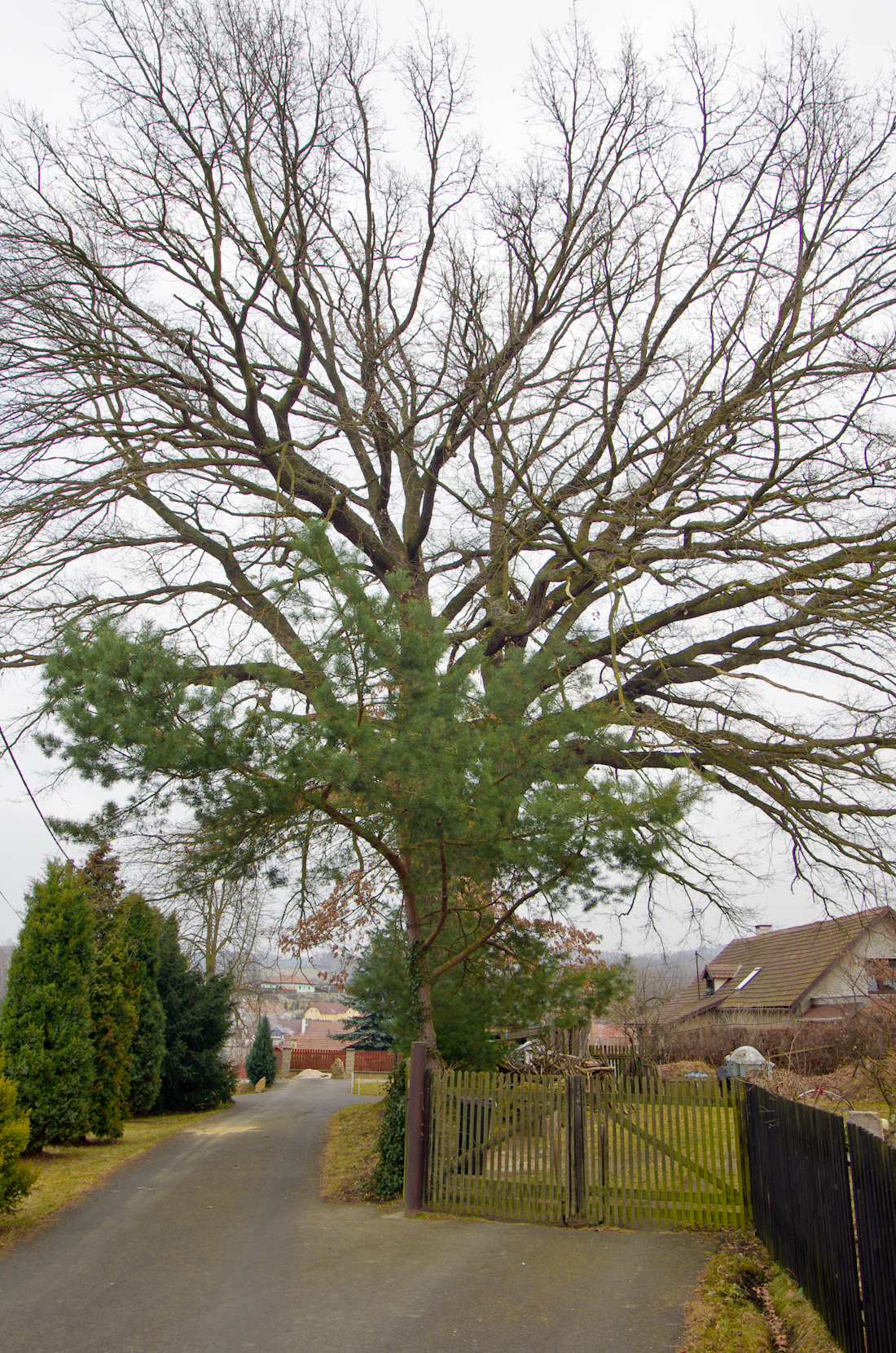
v březnu 2014
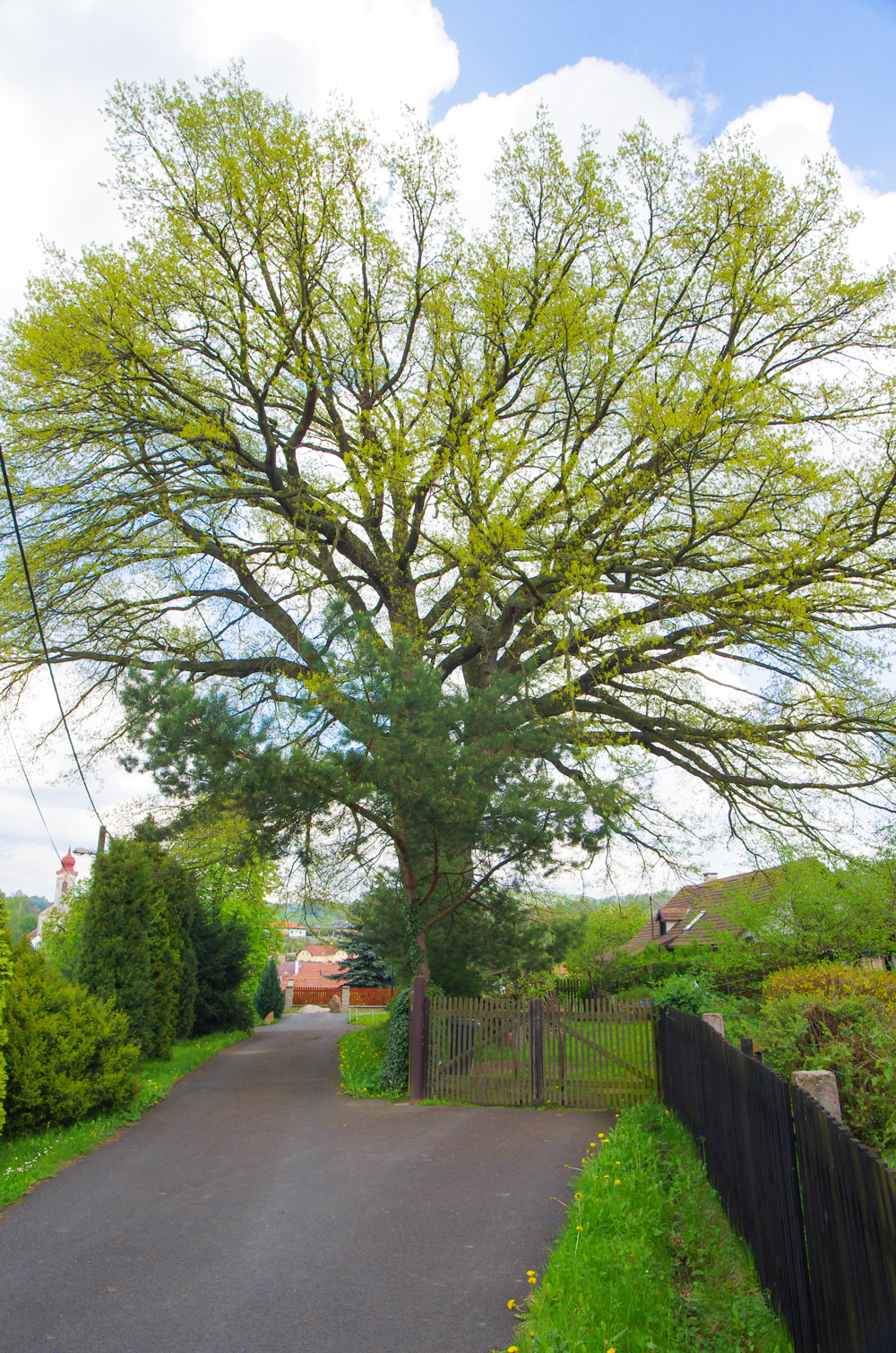
v dubnu 2014
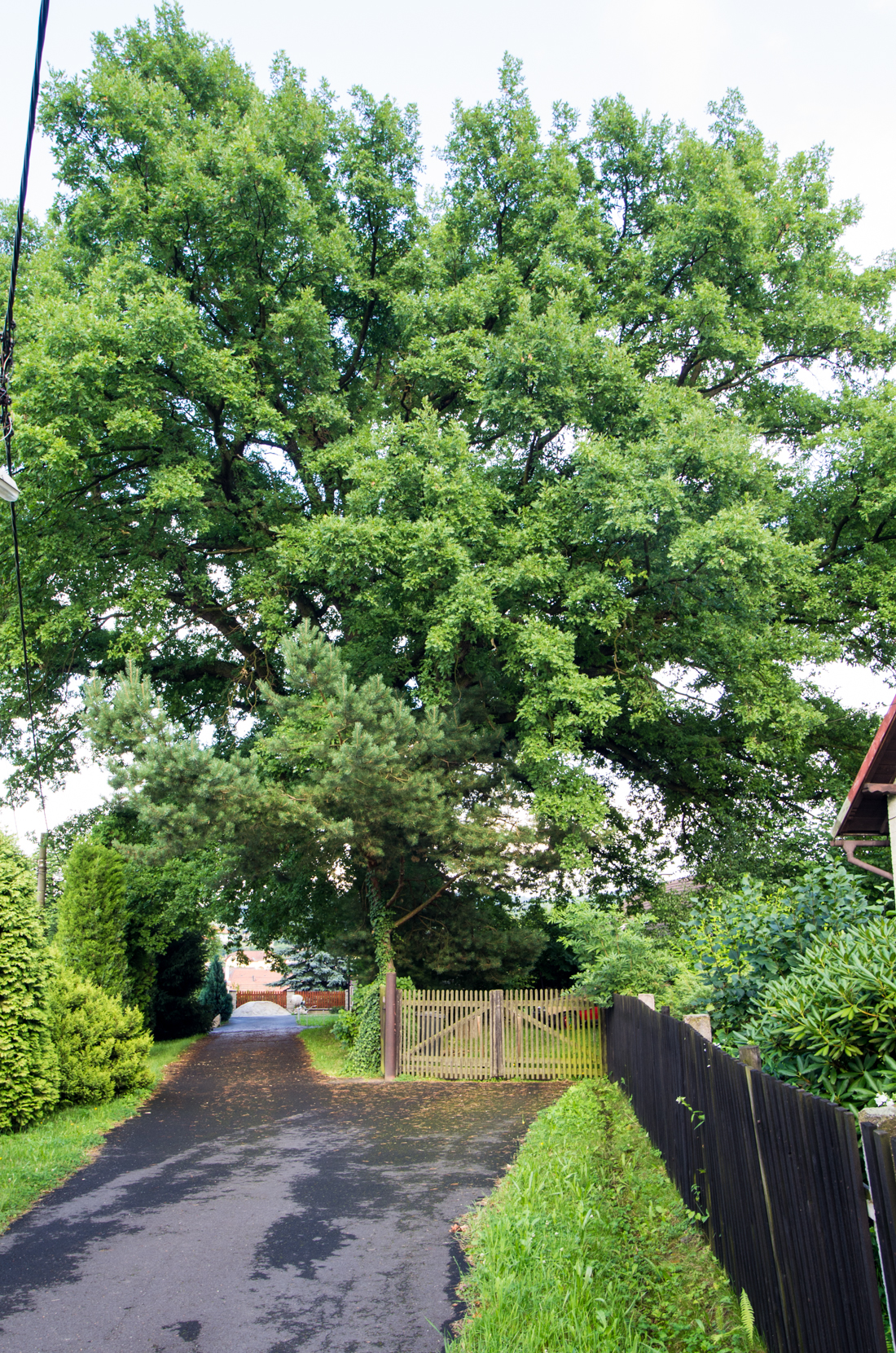
v červenci 2014
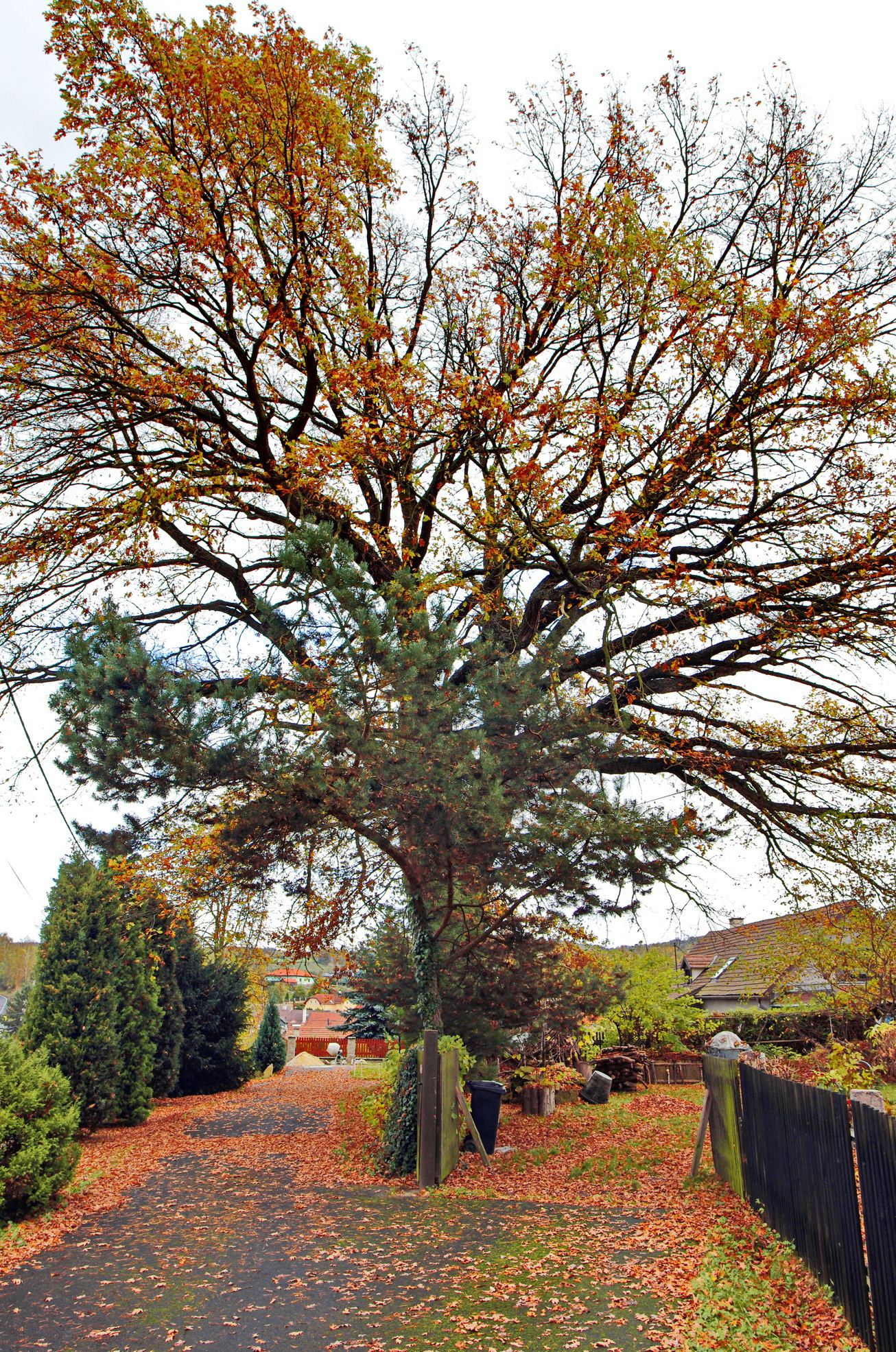
v říjnu 2014
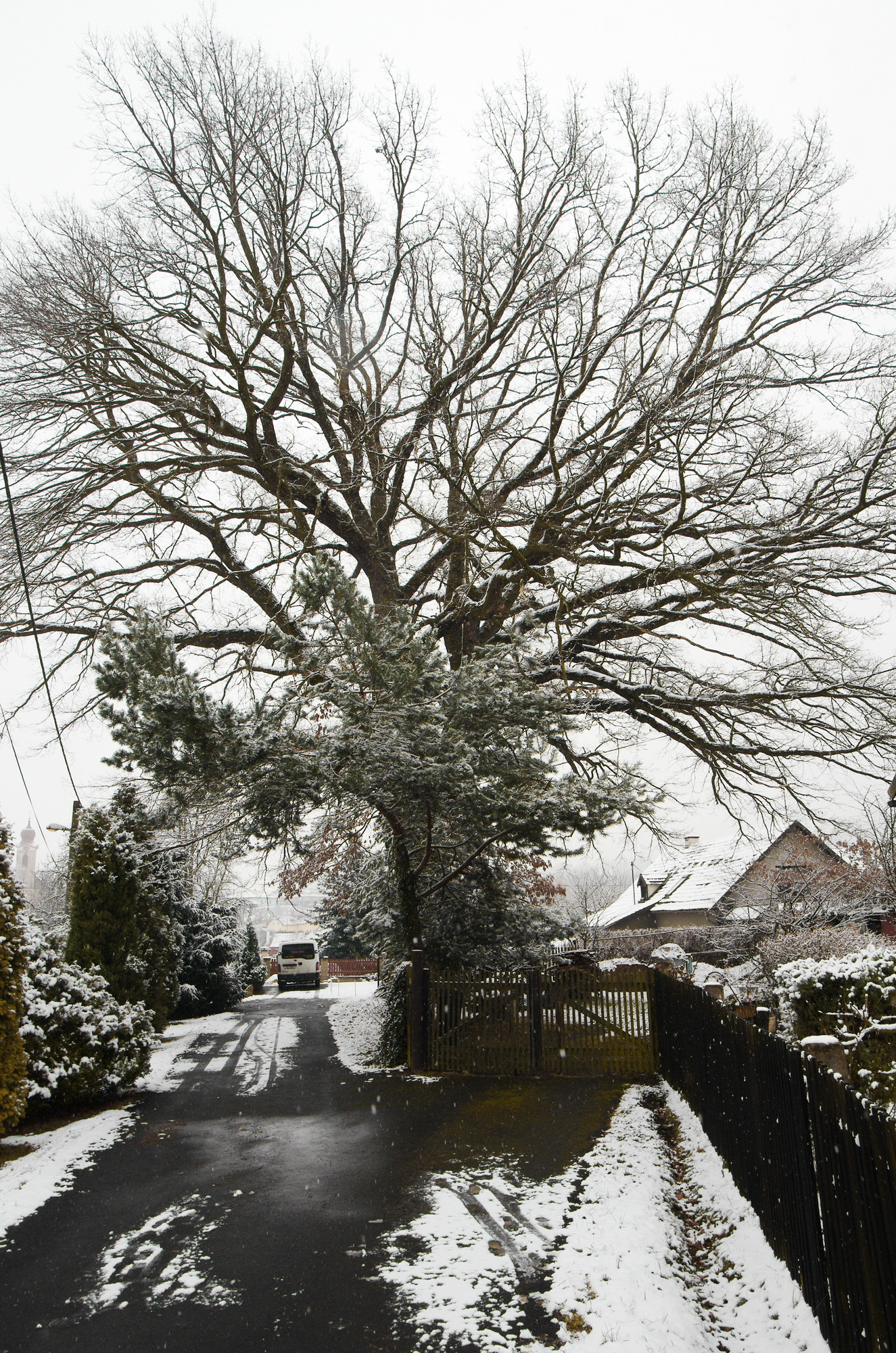
v lednu 2015
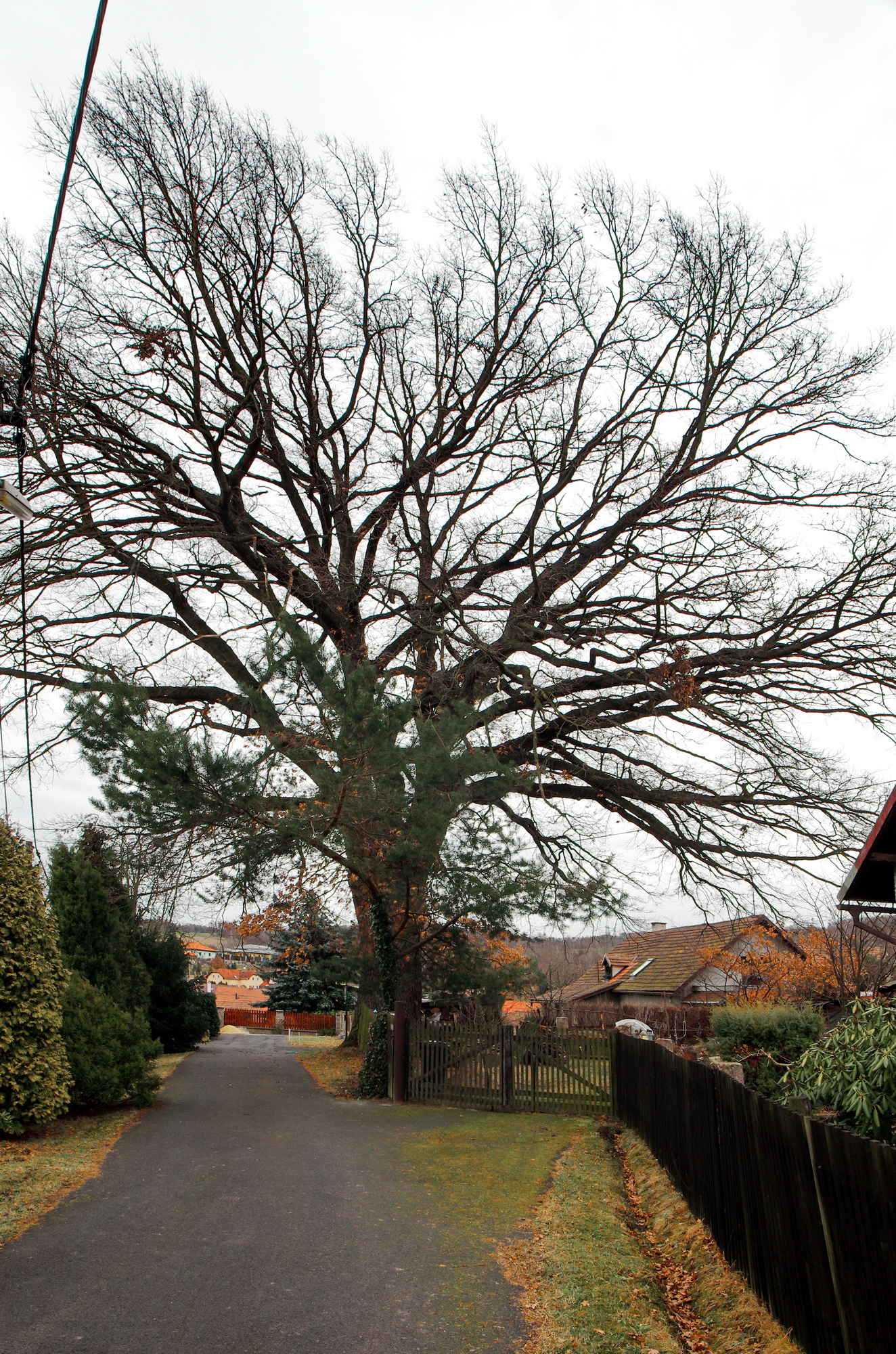
v únoru 2016
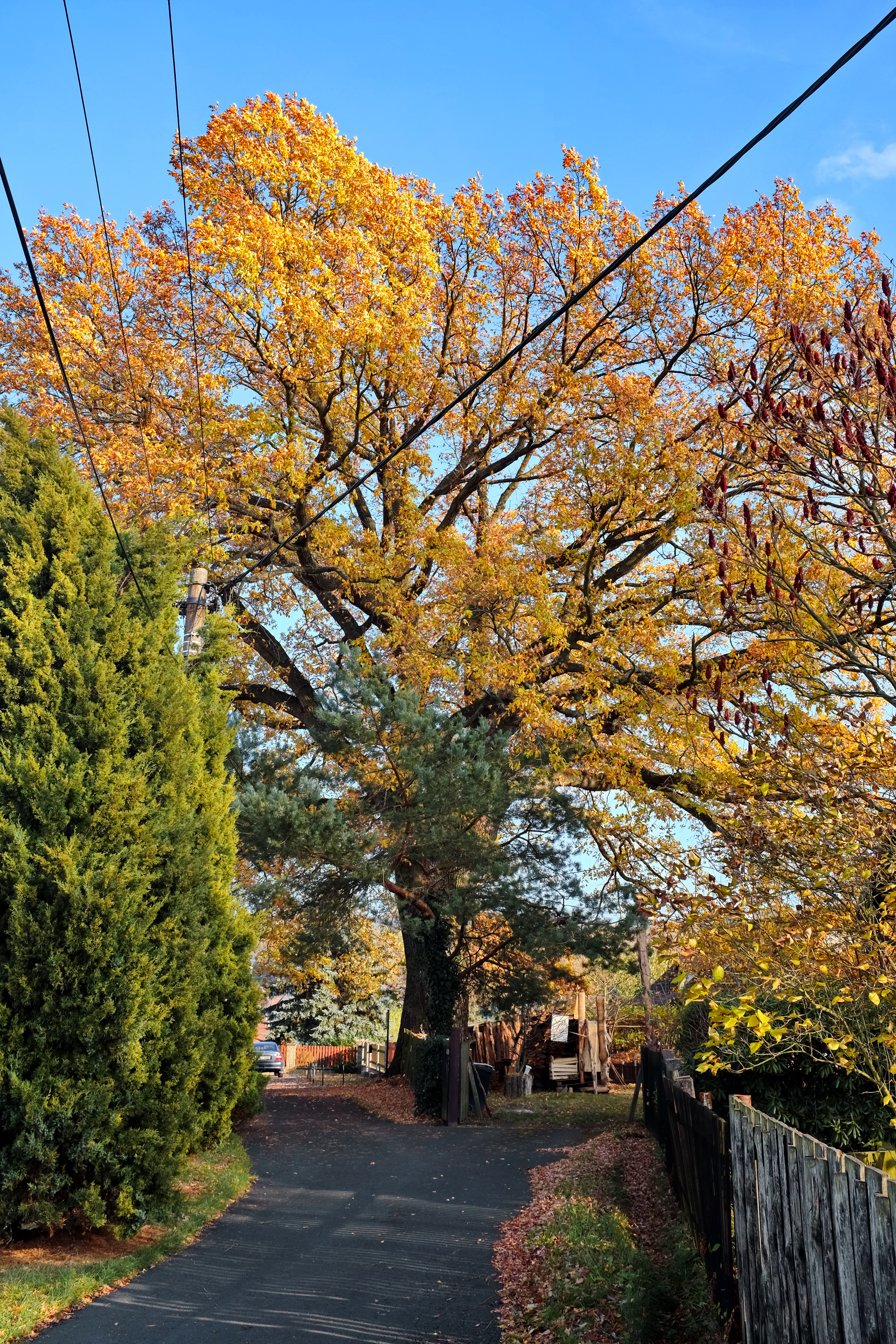
v říjnu 2018